# Protosticta simplicinervis
Protosticta simplicinervis là loài chuồn chuồn trong họ Platystictidae. Loài này được Selys mô tả khoa học đầu tiên năm 1885.